# May'n
May'n  (メイン?), pseudonimo di Mei Nakabayashi (中林 芽依?, Nakabayashi Mei; Nagoya, 21 ottobre 1989), è una cantautrice giapponese.
All'età di 13 anni ha partecipato alla Love Music Audition dove fu una dei quattro scelti su un totale di oltre 34,000 partecipanti. Debutta all'età di 14 anni con il singolo Crazy Crazy Crazy. Lanciata dall'agenzia di talenti Horipro, è stata dapprima messa sotto contratto dall'etichetta discografica Universal Music ed in seguito dalla Victor Entertainment.
Ha interpretato varie canzoni anche per degli anime, come Macross Frontier per cui ha registrato Diamond Crevasse e Lion, Phi Brain: Kami no Puzzle per cui ha registrato Brain Diver ed Accel World per cui ha registrato Chase the world.

## Discografia
- 2009 - Styles
- 2010 - Cosmic Cuune
- 2010 - If You...
- 2012 - Heat